# Miocoracias chenevali
Miocoracias chenevali — викопний вид птахів родини сиворакшових (Coraciidae), що існував в Європі у ранньому міоцені.

## Скам'янілості
Викопні рештки птаха знайдено у муніципалітеті Сен-Жеран-ле-Пюї у департаменті Альє у Франції.